# دشنه نازک
دشنه نازک (به انگلیسی: Poniard) یک چاقوی بلند سبک‌وزن با تیغه ظریف نوک‌تیز است که از لحاظ تاریخی توسط طبقه بالا، اشراف یا شوالیه‌ها استفاده می‌شود. از نظر طراحی مشابه خنجر مبارزه، دشنه نازک در قرون وسطی پدیدار شد و در دوران رنسانس در اروپای غربی، به ویژه در فرانسه، سوئیس و ایتالیا مورد استفاده قرار گرفت.
نیروهای مسلح ایران صفوی (۱۵۰۱–۱۷۳۶) از دشنه نازک استفاده می‌کردند. این سلاح به ویژه برای سربازانی که از منطقه قفقاز سرچشمه می‌گرفتند، به ویژه چرکسها، گرجیها و ارمنی‌ها در نظر گرفته می‌شد.